# Андреевский, Михаил Аркадьевич
Михаил Аркадьевич Андреевский (1847—1879) — русский математик и педагог, ординарный профессор Варшавского университета, доктор чистой математики.

## Биография
Михаил Андреевский родился 27 декабря 1847 года в селе Александровке Славяносербского уезда Екатеринославской губернии. Сын тифлисского губернского прокурора, председателя Олонецкой и Екатеринославской казённых палат. действительного статского советника А. С. Андреевского, племянник Э. С. Андреевского.
В 1866 году в качестве постороннего слушателя Андреевский сдал экзамен на степень кандидата математических наук в Императорском Харьковском университете. В 1869 году он защитил в Императорском Московском университете магистерскую диссертацию под заглавием «Об интегрирующем множителе дифференциальных уравнений 2-го порядка вида {\displaystyle A+By'+Cy^{\prime m}+Dy^{\prime m-1}+Ey^{\prime m-1}y''=0}». Эта работа была опубликована в Московском «Математическом сборнике», а её фрагмент появился в отчетах Парижской академии наук под заглавием «Sur l’intégration de quelques équations du second ordre par la méthode du facteur».
10 января 1870 года Андреевский был назначен доцентом Варшавского университета и начал читать лекции о дифференциальных уравнениях, теории чисел и вариационном исчислении; в том же году он защитил в Московском университете докторскую диссертацию под названием «Об интегрировании однородных дифференциальных выражений с некоторыми приложениями». Фрагмент этого труда был опубликован в журнале «Mathematische Annalen» А. Клебша и К. Г. Неймана.
В последующие годы Андреевский опубликовал статьи «Об интегрировании однородных дифференциальных выражений высших порядков между несколькими переменными независимыми» и «О числе всех деятелей нечетного числа, имеющих одну из линейных форм: 4n ± 1, 8n ± 1, 8n ± 3» (в «Московском математическом сборнике»), «Об одной теореме, доставляемой способом взаимных поляр» (в трудах «2-го съезда русских естествоиспытателей»), «О некоторых определенных интегралах» (фрагмент опубликован в журнале Клебша и Неймана «Mathematische Annalen»), «О выражении величин площадей линиями», «Исследование об определенных интегралах», «О способах Шаля и Бресса для построения радиусов кривизны кривых, описанных движением неизменяемой плоской фигуры в ее плоскости» (в «Варшавских университетских известиях»).
Статьи Андреевского появлялись и за границей в «Nouvelles Annales de mathématique». Командированный в 1878 году в Европу с учёной целью на 10 месяцев, Михаил Аркадьевич Андреевский умер от воспаления лёгких. Он был похоронен на баденвейлерском кладбище, где неизвестные поставили ему памятник.